# Stillingia aquatica
Stillingia aquatica là một loài thực vật có hoa trong họ Đại kích. Loài này được Chapm. miêu tả khoa học đầu tiên năm 1860.